# David Jackson

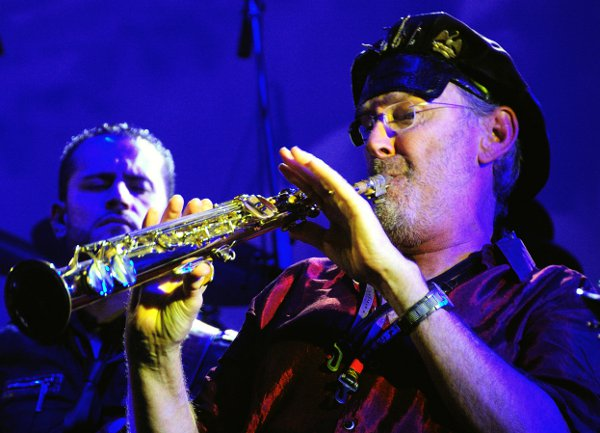
David Jackson

David Jackson (Stamford (Groot-Brittannië), 15 april 1947), bijgenaamd Jaxon, is een Brits musicus.
Jackson werd bekend als saxofonist/fluitist van de progressieve rockband Van der Graaf Generator, waar hij een belangrijk stempel op het groepsgeluid drukte, onder andere door twee saxofoons tegelijk te bespelen. Na het uiteenvallen van deze band in 1972 werkte hij mee aan het project The Long Hello en speelde hij op een groot aantal soloalbums van Peter Hammill. Hij was andermaal lid van Van der Graaf Generator van 1975 tot 1977 en tijdens de reünie in 2005. Andere artiesten die hij heeft begeleid zijn onder andere Peter Gabriel, Keith Tippett, Jakko Jakszyk, Howard Moody en Judge Smith. Vanaf 1990 heeft hij ook solowerk uitgebracht.
David Jackson is tevens bekend vanwege zijn inzet voor de (muzikale) expressie door mensen met geestelijke en verstandelijke handicaps, onder meer middels toepassingen van de soundbeam, een computergestuurd apparaat dat het voor mensen met handicaps makkelijk maakt om muziek te maken.
Naast zijn werk als muzikant heeft hij gewerkt als vrachtwagenchauffeur en wiskundeleraar.